# Lucien Cuénot
Pour les articles homonymes, voir Cuenot.
Lucien Cuénot (Lucien Claude Marie Julien Cuénot), né le 21 octobre 1866 à Paris 17e et mort le 7 janvier 1951 à Nancy,  est un biologiste, généticien français et théoricien de l'évolution. En France, il est pionnier dans l'élaboration des théories explicatives de l'évolution issue du courant néodarwiniste qui prédominait dans les pays anglo-saxons.

## Biographie

### Études
Fils d'un employé de la poste, il grandit à Paris et obtient une bourse pour poursuivre sa scolarité ayant un vif intérêt pour les sciences naturelles. Durant ses études supérieures, il suit les cours de Félix-Joseph-Henri de Lacaze-Duthiers à la Sorbonne. En 1887, il soutint sa thèse sur l'anatomie des Astérides et devient le plus jeune docteur en zoologie de France.  Par la suite, il fut nommé préparateur à la faculté des sciences de Paris. Puis, il devint maître de conférences à Nancy en 1890 et professeur en zoologie en 1898, poste qu’il conserva jusqu’à sa retraite en 1937.

### Carrière scientifique
Ses recherches sont rattachées à la naissance de la génétique en France associée à une hostilité de la communauté scientifique qui privilégiait essentiellement le courant lamarckiste. Ses travaux sont confrontés à une forte réticence de la part de chercheurs qui l'accusent d'être un « finaliste chrétien » La tradition humaniste et catholique française rejetait pleinement le darwinisme et les idées libérales à tendances eugéniques dans les pays anglo-saxons. Par la suite, le courant laïc et républicain ont permis la reconnaissance de ses travaux,. La pensée évolutionniste de Cuénot, qui refusait d'accorder les pleins pouvoirs au couple hasard-sélection naturelle, est proche de celle du grand paléontologue contemporain Stephen J. Gould (1941-2002).

#### Un théoricien de l'évolution
En 1894, Lucien Cuénot est pionnier en France en affirmant l'impossibilité de la transmission des caractères acquis (doctrine de Jean-Baptiste de Lamarck et de la pangenèse de Charles Darwin), tout en adhérant à la théorie de l'évolution formulée par Lamarck et reprise par Darwin (les êtres vivants dérivent les uns des autres par petites variations fortuites continues passées au crible de la sélection naturelle après avoir été transmises par d'hypothétiques gemmules) mais aussi à la théorie de August Weismann (1834-1914) (1883), qui postulait en plus l'existence d'un support matériel de l'hérédité [pas clair]. La redécouverte des lois de Mendel chez les végétaux en 1901 imposa l’idée que des particules matérielles indépendantes et juxtaposées (appelées plus tard gènes) se transmettaient, selon des lois statistiques immuables, de génération en génération. La France est à cette époque, du fait de sa tradition lamarckiste scientifique et sociale, bien loin d’accepter une telle idée. En 1902 pourtant, Lucien Cuénot retrouva ces lois chez l’animal en utilisant des lignées de souris ; pour cela, il va croiser sur plusieurs générations des souris blanches de lignée pure et des souris grises sauvages.
Entre 1901 et 1909, Lucien Cuénot élabore la théorie de la préadaptation, lors de ses observations de faune cavernicole en Lorraine. Sa théorie postule qu'une place vide est investie par une faune avoisinante, par hasard préadaptée à l’endroit : tout se passe comme si certaines espèces possédaient déjà, dans un milieu voisin, le potentiel génétique capable d’exprimer la morphologie, la physiologie et le comportement ad hoc.
En 1905, il découvre le premier cas de gène létal chez l’animal. En 1907, il découvre le premier phénomène d’épistasie où plusieurs gènes situés à des endroits différents du chromosome interviennent dans la même voie biochimique, et, en 1908, le premier cas de pléiotropie où certains gènes peuvent agir sur plusieurs caractères en apparence indépendants. 
Entre 1908 et 1912, il démontre l’origine héréditaire de certains cas de cancer. En collaboration avec le professeur Philibert Guinier (1876-1962) écrivit, en 1912, des articles prémonitoires entrevoyant ce que les lois de l’hérédité et la sélection pourraient apporter à la gestion des peuplements forestiers. En outre, dès 1903, Lucien Cuénot proposa une interaction possible entre mnémon (gène), diastase (enzyme) et pigments ce qui, dans le contexte français de l'époque, était une prouesse.
En 1925, Lucien Cuénot écrit L'adaptation, ouvrage dans lequel il distingue trois types d'adaptations successives. Il considère aussi l'adaptation statistique ou adaptation physiologique et éthologique qui se traduit par une convergence des formes. Enfin, il met en évidence les limites de l'adaptation.

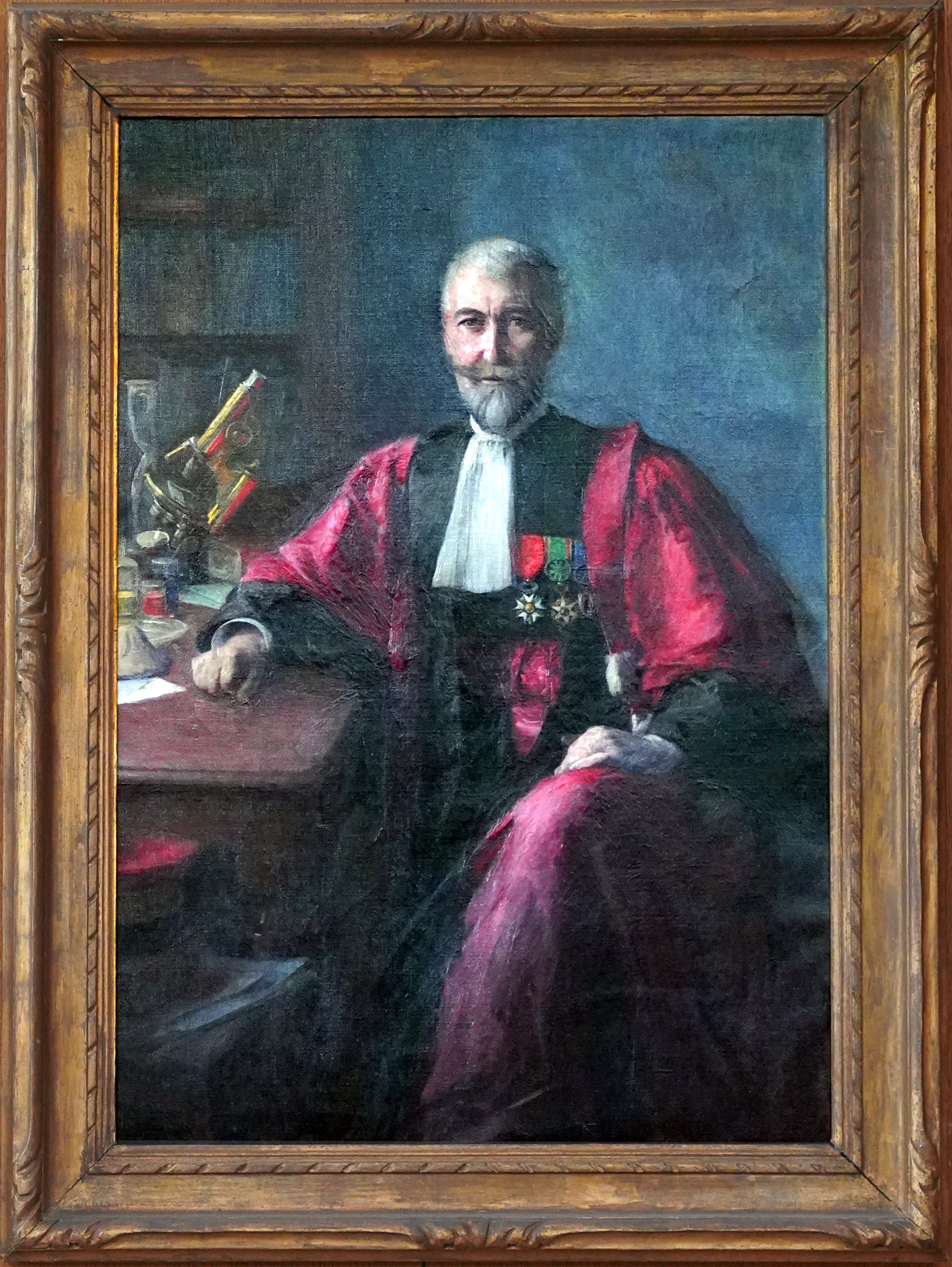
Son portrait dans l'amphithéâtre éponyme du musée de Nancy.

Dans les années 1930, Lucien Cuénot souhaite transférer les collections d'histoire naturelle dont il a la charge dans un lieu adapté à leur conservation. C'est 1933 qu'un Institut de zoologie est construit dans une partie du Jardin botanique de Nancy par le cabinet d'architecture Jacques et Michel André. L'institut deviendra plus tard le Muséum-Aquarium de Nancy.
Il fut membre de l'Académie de Stanislas et de la Société des sciences de Nancy.

## Décorations
Commandeur de la Légion d'honneur (décret du 18 octobre 1948)

## Ouvrages
- La Genèse des espèces animales, Paris, Alcan, coll. « Bibliothèque scientifique internationale », 1910 (1921, 1932)
- L'Adaptation, Paris, Doin, 1925
- L'Espèce, Paris, Doin, 1936
- L'Évolution biologique : les faits, les incertitudes (avec Andrée Tétry), Paris, Masson, 1951[14]

## Liste partielle des publications scientifiques
- Contribution à l'étude anatomique des Astérides, thèse de doctorat ès sciences naturelles à la faculté des sciences de Paris, 1887
- « Présentation d'une poule à plumage de coq », Bulletin des séances de la Société des Sciences de Nancy et de la Réunion Biologique de Nancy série II, tome I, fascicule III, Société des sciences de Nancy, Nancy, 1900, p. 132
- « Le peuplement des places vides dans la nature et l'origine des adaptations », Rev. gén. Sc., 1909
- « Théorie de la préadaptation », Scientia VIII, 1914
- « L'origine des espèces et le mutationnisme », Revue suisse de zoologie, tome 36, no 5, Société zoologie suisse, Genève, 1929, p. 161-167
- La Loi en biologie, Paris, Alcan, 1934
- « Présentation d'une carte de géographie zoologique de la France », Bulletin de la Société des sciences de Nancy Nlle série, no 2, Société des sciences de Nancy, Nancy, 1937, p. 41-44
- « L'adaptation chez les animaux », Bulletin de la Société des sciences de Nancy Nlle série, no 9, Société des sciences de Nancy, Nancy, 1937, p. 268-282
- « Présentation d'un arbre généalogique du Règne animal », Bulletin de la Société des sciences de Nancy Nlle série, tome III, no 4-5, Société des sciences de Nancy, Nancy, 1938, p. 110-115
- Invention et finalité en biologie, Paris, Flammarion, 1941
- (avec Jean Rostand), Introduction à la génétique, Paris, Centre de documentation universitaire, 1936
- (avec L. Mercier) :
  - « Sur quelques espèces reliques de la faune de Lorraine. La vie épigée de Niphargus aquilex », Bulletin de la Société zoologique de France, tome XXXIX, Société zoologique de France, Paris, 1914, p. 83
  - « Remarques sur la présence de Niphargus aquilex dans les différentes sources des environs de Nancy », Bulletin de la Société zoologique de France, tome XLVI, Société zoologique de France, Paris, 1921, p. 34

## Sources
- Chomard-Lexa (Annette), Lucien Cuénot, l'intuition naturaliste, Paris, L'Harmattan, 2004. Préface de Jean Gayon  (ISBN 2-7475-6153-4).
- Chomard-Lexa (Annette), L'injuste purgatoire de Lucien Cuénot, Les Génies de la Science, revue trimestriel de Pour la science, n°24, août-septembre : 12-17.
- Buican (Denis), "Lucien Cuénot et la redécouverte de la génétique", Pour la science, 45, juillet 1981 : 21-29.
- Buican (Denis), "Le mendélisme en France et l'œuvre de Lucien Cuénot", Scientia, CXVII, 1-4, 1982 : 105-117.
- Chomar-Lexa (Annette), "Lettre à Lucien Cuénot, Sur la vie, l'évolution, la quête de vérité, Gérard Louis Éditeur, Avril 2009.
- Diligent (Marie-Bernard), "Lucien Cuénot (1866-1951) par Andrée Tétry (1907-1992), Histoire d'un ouvrage inédit", Mémoires de l'académie nationale de Metz, 2002 : 75-130 PDF
- Grimoult (Cédric), "L'évolution théorique d'un évolutionniste: Lucien Cuénot", Ludus Vitalis. Revista de Filosofia de la ciencias de la vida (Mexico), IX, 16, 2002 : 3-25.  (ISSN 1133-5165).
- (en) Limoges (Camille), "Natural selection, phagocytosis, and preadaptation : Lucien Cuénot, 1886-1901", Journal of the history of medicine and allied sciences, 31, 1976: 176-214. DOI 10.1093/jhmas/XXXI.2.176